# Mercedes Colombo
Mercedes Colombo Roquette (Cádiz, 9 de mayo de 1965) es una política española del Partido Popular. Fue teniente de alcaldesa en el Ayuntamiento de Cádiz entre 2011 y 2015, y desde mayo de 2022 es la Delegada del Gobierno en la Junta de Andalucía por la provincia de Cádiz. También es Delegada territorial de Fomento, Infraestructuras, cultura y Ordenación del Territorio en la Junta de Andalucía, cargo que desempeña desde febrero del 2019.

## Biografía
Nace en 1965 en la ciudad de Cádiz de una familia de origen francés, siendo ella la penúltima de doce hermanos, Juan, Rosario, Jesús Ignacio y Fernando Augusto Colombo Roquette. Sus padres fueron, Rosario Roquette y Emilio Colombo los cuales fallecieron. Por último, está casada con Alfonso Pozuelo y es madre de dos hijos; María y Juan Pozuelo Colombo.
Colombo se graduó por la Fundación San Telmo, para después ser empleada del Unicaja.
Comenzó en la política de la mano de Teófila Martínez, siendo concejala en el Ayuntamiento de Cádiz, cargo que ocupó entre 1995 a 2019, siendo la primera mujer en un consistorio de España. Después en febrero del mismo año, ocupa el cargo de Delegada territorial de Fomento, Infraestructuras, cultura y Ordenación del Territorio en la Junta de Andalucía, tras haber sucedido a José Antonio Rodríguez. Fue también Vicepresidenta de la Diputación de Cádiz entre 2011 a 2015, tras la presidencia de José Loaiza, y tras haber sucedido a Antonio Roldán.
En junio de 2011 fue elegida teniente de alcaldesa, tras el gobierno de Teófila Martínez, siendo responsable del Área de Familia y Coordinadora de Distritos del Ayuntamiento de Cádiz, cargo que ocupó hasta junio de 2015, cuando José María González Santos fue elegido alcalde.
Luego, en el mismo año, pasó a ser diputada provincial, cargo que ocupó hasta 2018.Desde el 13 de mayo de 2022, Mercedes Colombo ostenta el cargo de Delegada del Gobierno en la Junta de Andalucía por la provincia de Cádiz, tras la sucesión de Ana Mestre, donde también ocupa la presidencia del Partido Popular en la ciudad de Cádiz.
Además, Colombo es la presidenta del Consorcio de Transportes de la Bahía de Cádiz.